# Hjälp Herre mild, hur står det till
Hjälp Herre mild, hur står det till (tyska: Hilf Gott mein Herr, wo kommes) är en tysk psalm skriven av Nathan Chytraeus. Psalmen översattes till svenska och fick titeln Hjälp Herre mild, hur står det till.

## Publicerad i
- Den svenska psalmboken 1694 som nummer 261 under rubriken "Om Gudz Ord och församling".
- 1695 års psalmbok som nummer 228 under rubriken "Om Gudz Ord och Församling".[1]